# Altona (Illinois)
Altona es una villa ubicada en el condado de Knox en el estado estadounidense de Illinois. En el Censo de 2010 tenía una población de 531 habitantes y una densidad poblacional de 205,64 personas por km².

## Geografía
Altona se encuentra ubicada en las coordenadas 41°6′56″N 90°9′53″O / 41.11556, -90.16472. Según la Oficina del Censo de los Estados Unidos, Altona tiene una superficie total de 2.58 km², de la cual 2.58 km² corresponden a tierra firme y (0%) 0 km² es agua.

## Demografía
Según el censo de 2010, había 531 personas residiendo en Altona. La densidad de población era de 205,64 hab./km². De los 531 habitantes, Altona estaba compuesto por el 97.36% blancos, el 0% eran afroamericanos, el 0% eran amerindios, el 0.38% eran asiáticos, el 0% eran isleños del Pacífico, el 1.69% eran de otras razas y el 0.56% pertenecían a dos o más razas. Del total de la población el 3.95% eran hispanos o latinos de cualquier raza.